# Ascosphaera osmophila
Ascosphaera osmophila är en svampart som beskrevs av Skou & J.E. King 1984. Ascosphaera osmophila ingår i släktet Ascosphaera och familjen Ascosphaeraceae.   Inga underarter finns listade i Catalogue of Life.